# مورنو مانینی
مورنو مانینی (به ایتالیایی: Moreno Mannini) بازیکن فوتبال و اهل ایتالیا است که از سال ۱۹۹۰ میلادی عضو تیم ملی فوتبال ایتالیا بوده و در ۱۰ بازی ملی حضور داشته‌است. او در بازی‌های ملی‌اش گلی به ثمر نرساند.
مورنو مانینی آخرین بازی ملی خود را در سال ۱۹۹۳ میلادی انجام داد.